# 10. tisíciletí př. n. l.
V 10. tisíciletí př. n. l. skončila doba ledová. V Evropě byly poslední zbytky ledu pouze na severu Skandinávie a v horských oblastech. Lidé se rozšířili téměř po celém světě (kromě polárních oblastí). V teplejších oblastech s přiměřenými srážkami se hojně vyskytovaly divoké obiloviny (ječmen, pšenice). Nejpříznivější podmínky panovaly v tzv. úrodném půlměsíci na Blízkém východě. Lovci a sběrači z kmene Nafurů[zdroj⁠?!] stavěli první domy s kamennými základy. Tehdy tam začala střední doba kamenná – mezolit.
10. tisíciletím, konkrétně rokem 10 000 př. n. l., začíná holocénový letopočet, který byl navržen jako univerzální náhrada našeho i dalších letopočtů.
- Göbekli Tepe – monumentální kruhové stavby, nejstarší známá architektura
- V období mezi 9800 a 8280 př. n. l. byla poprvé osídlena Ohňová země.
- V roce 9600 př. n. l. byla údajně potopena Atlantida.
- V tomto období se odehrává počítačová hra Far Cry Primal